# Gällstads och Södra Säms kyrka
Gällstads och Södra Säms kyrka är en kyrkobyggnad i den södra delen av Ulricehamns kommun. Den tillhör sedan 2006 Åsundens församling (tidigare Gällstad och Södra Säms församling) i Skara stift (före 2010 Göteborgs stift).

## Kyrkobyggnaden
Kyrkan är uppförd i sten i nyklassicisk stil efter ritningar av arkitekten Johan Carlberg. Den invigdes den 24 september 1824 av biskop Carl Fredrik af Wingård och ersatte både den tidigare kyrkan på platsen från 1731 – som hade lidit av bristande underhåll – och kyrkan i grannförsamlingen Södra Säm. Under 1971 renoverades kyrkan genomgripande.

## Inventarier

Dopfunten från 1100-talet
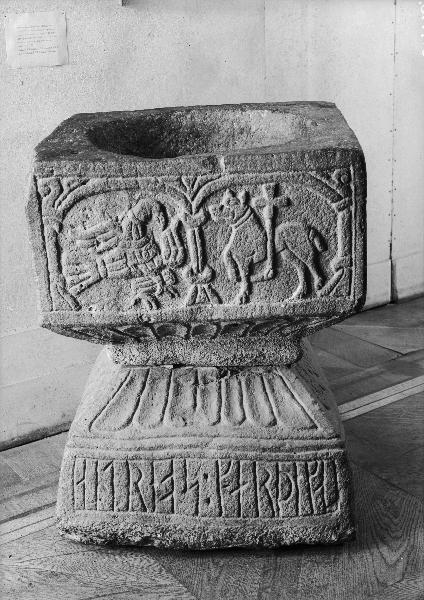
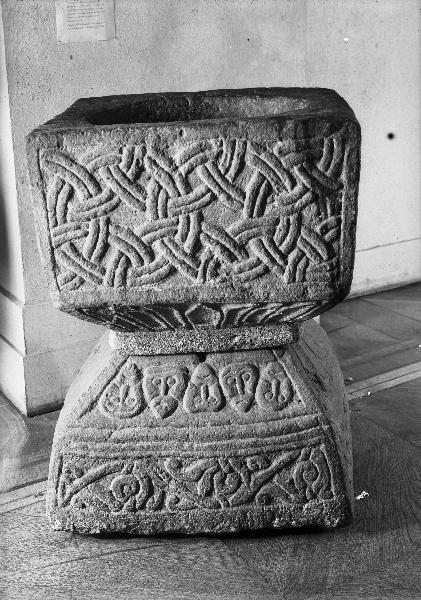
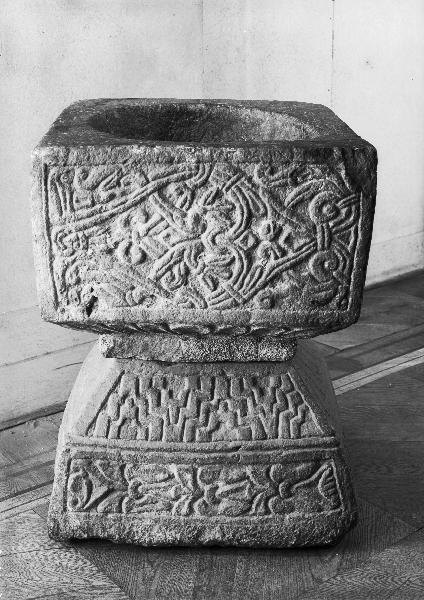
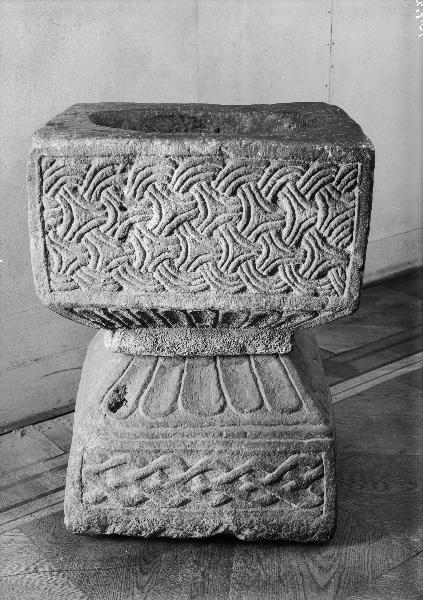

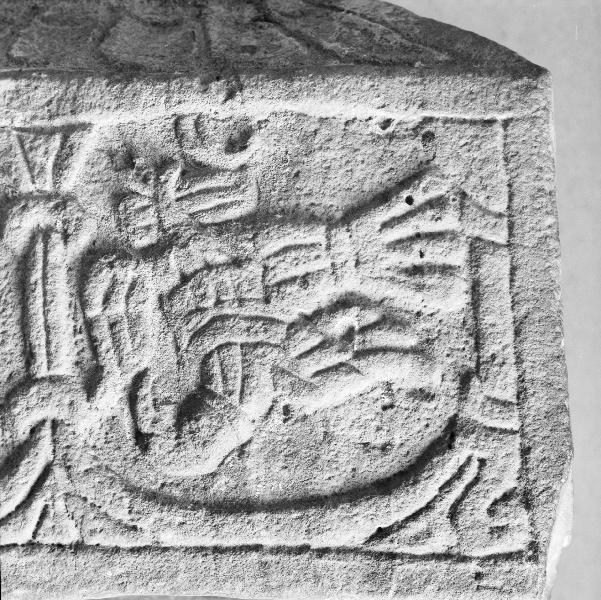
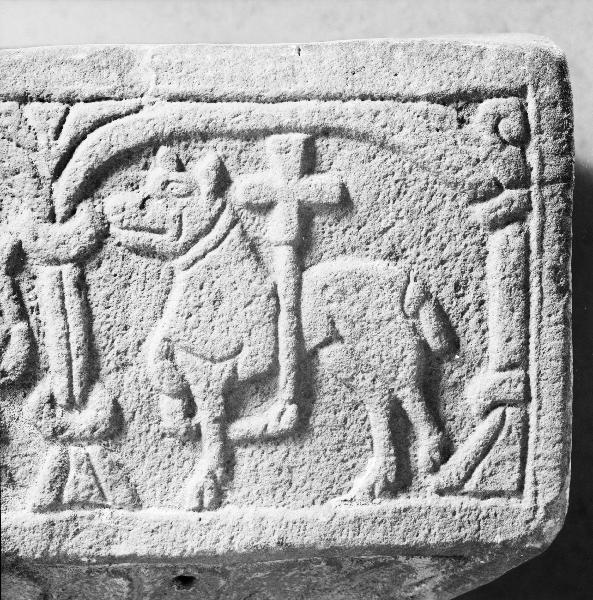
Agnus Dei
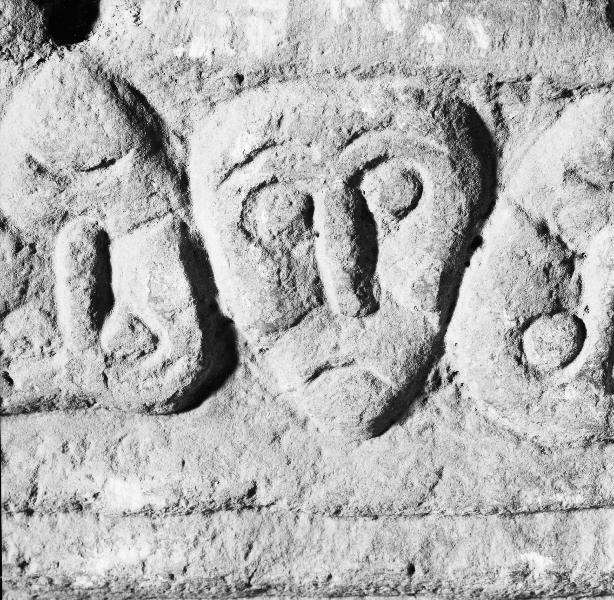
Detalj av fris

- Dopfunt av sandsten tillverkad under 1100-talet i två delar. Höjd: 85 cm. Upphovsman är stenmästaren Andreas, som är känd till namnet genom att han signerat två av sina dopfuntar: de som ursprungligen tillhört Gällstads kyrka och Finnekumla kyrka, idag på Statens historiska museum[1]. Signeringen är i runskrift och på Gällstadsfunten står: ANDREAS KARTHI KAR (Andreas gjorde funten). Cuppan är fyrkantig med raka sidor och skrånande undersida, som avslutas med en vulst. På undersidan finns uppåtriktade fjäll. På sidorna inom två arkader örn och Agnus Dei, växtornament och ringkedjor. På skålens rundade rand finns fyra likarmade kors. Även foten är fyrkantig och ornamenterad. Bård med huvuden, nedåtriktade fjäll och trappornament. På sidorna akantusranka, runinskriften, liljeornament och bandflätor. Det finns ett centralt uttömningshål. Smärre skador genom vittring och bortfallna stycken.[2]
- Dopfunt i täljsten, troligen från 1600-talet som kommer från Södra Säms kyrka.
- Altartavlan utfördes 1874 av Anders Gustaf Ljungström och föreställer Kristi förklaring.
- Predikstolen från 1845 är sannolikt utförd av Johannes Andersson från Mjöbäck.
- Ljuskronan av mässing skänktes till Södra Säms kyrka 1782.
- Nattvardskalken i silver dateras till 1545.
- Vävnaden Helge And 1972, med en duva som symbol för Den Helige Ande, är utförd av konstnären Monica Bertilsson från Vara.
- En altarduk i svart kläde med en bred broderad bård av silke- och guldtråd med tillhörande tre ljusstakspallar med svart kläde och broderade monogram i silke- och guldtråd. De var tillverkade av ortens damer och bekostade av major Johan Claes Olivecreutz (1810-1886) och fröken Helena Charlotta Olivecreutz (1825-1909) på Attorp, och skänkta till kyrkan. Den blev invigd Påskdagen 1886.[3]

### Klockor
- Storklockan är av en senmedeltida normaltyp och saknar inskrifter.[4]
- Mellanklockan, som först hängde i Södra Säms kyrka, tillkom 1639 och därefter omgjutits två gånger. Den har inskriften: Som fåglar hasta till sitt bo, Så söker jag hos Gud min ro, min själ sin rätta hvila får, När i Hans hus jag värdigt går.
- Lillklockan har inskriften: Högwälborne Herren Gudmund Cederhielm Landzhöfding Öfwer Scaraborgs län. Anno 1714...

## Orgel
- Orgeln, placerad på läktaren i väster, är byggd 1933 av Lindegren Orgelbyggeri AB, som även byggde om och disponerade om den 1971. Instrumentet har sexton stämmor fördelade på två manualer och pedal. Den numera stumma fasaden härstammar från 1849 års orgel, byggd av Nils Ahlstrand.[5]